# Itara singularis
Itara singularis är en insektsart som beskrevs av Andrej Vasiljevitj Gorochov 1997. Itara singularis ingår i släktet Itara och familjen syrsor. Inga underarter finns listade i Catalogue of Life.